# Шонла (провінція)
Шонла (в'єт. Sơn La) — провінція у північно-західній частині В'єтнаму. Межує з Лаосом. Площа — 14 174 км² (4,27 % від загальної площі країни); населення на 2009 рік — 1 076 055 осіб. Адміністративний центр — однойменне місто Шонла. Щільність населення — 76,24 осіб/км². В адміністративному відношенні поділяється на 1 місто (Шонла) і 10 повітів.

## Населення
У 2009 році населення провінції становило 1 076 055 осіб, з них 540 981 (50,27 %) чоловіки і 535 074 (49,73 %) жінки, 927 816 (86,22 %) сільські жителі і 148 239 (13,78 %) жителі міст.
Національний склад населення (за даними перепису 2009 року): тай 572 441 особа (53,20 %), в'єтнамці 189 461 особа (17,61 %), мяо 157 253 особи (14,61 %), мионги 81 502 особи (7,57 %), синьмун 21 288 осіб (1,98 %), яо 19 013 осіб (1,77 %), кхму 12 576 осіб (1,17 %), кханг 8 582 особи (0,80 %), лага 8 107 осіб (0,75 %), інші 5 832 особи (0,54 %).

## Сусідні провінції
|           |
| ГЕС Шонла |

|                |
| Водоспад Дайєм |

|              |
| Район Банфук |

|                    |
| Між Шонла і Моктяу |

|  |
|  |

|               |
| Перевал Фадін |

|             |
| Місто Шонла |

|  |
|  |

|         |
| Фалуонг |

|                        |
| Терасовані рисові поля |

|  |
|  |

|                    |
| Мапа Шонла (1891р) |